# ماشین لباس‌شویی

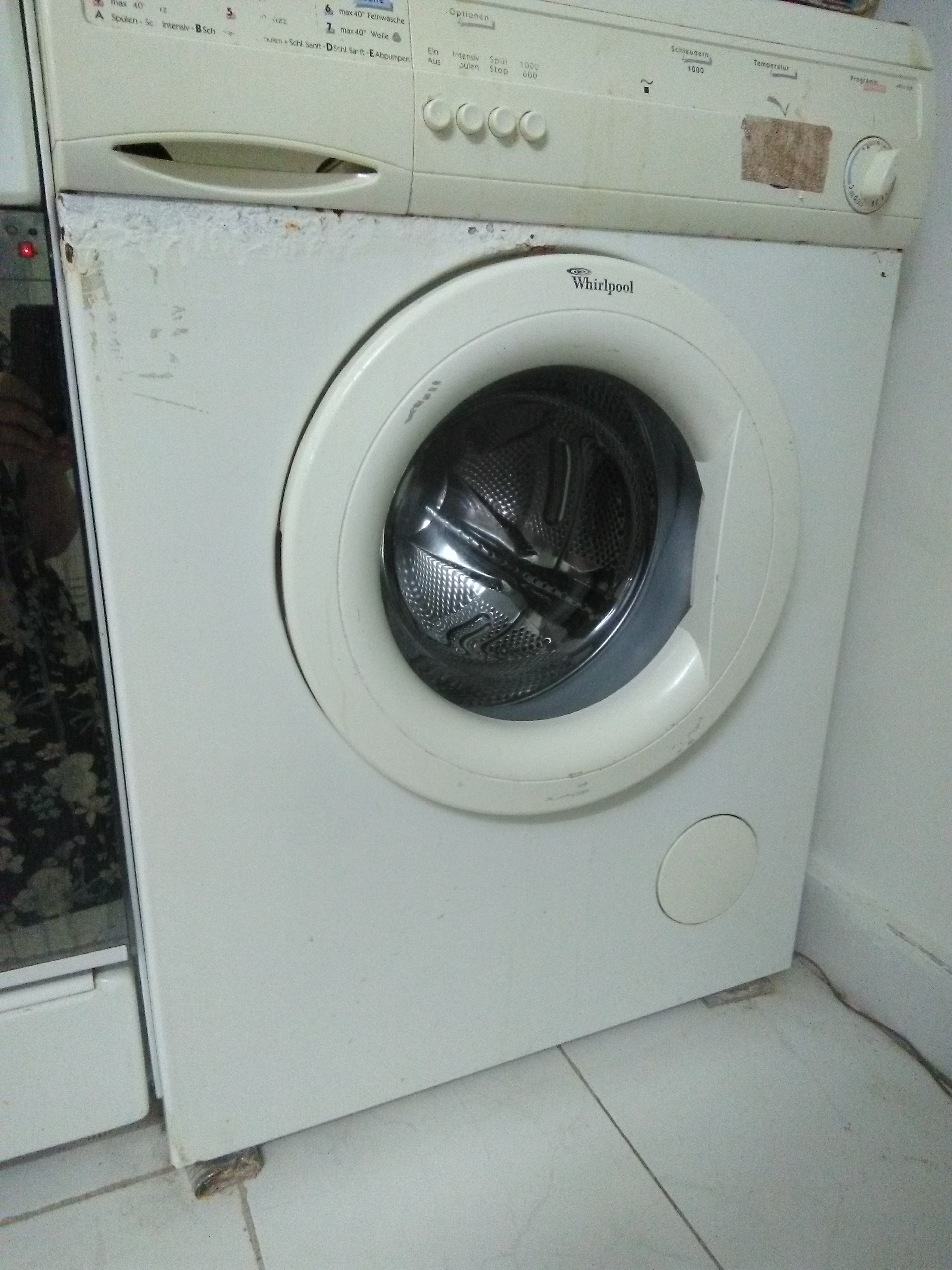
ماشین رخت شویی ویرپول

ماشین لباس‌شویی یا ماشین رخت‌شویی، وسیله‌ای است که برای رخت‌شویی به کار می‌رود.
قرار دادن پوشاک داخل آب به تنهایی باعث تمیزی آن نمی‌شود بلکه آب باید با فشار به الیاف‌های پارچه برخورد کند. اکثر ماشین‌های لباسشویی با چرخاندن لباس درون غلتک فلزی پرآب این کار را انجام می‌دهند. جهت نفوذ عمیق‌تر آب درون پارچه و نیز زدودن چربی‌ها و لکه‌ها از مواد شوینده مخصوص ماشین لباسشویی استفاده می‌شود.
امروزه ماشین لباسشویی ها بروز تر شده و عملکردهای بیشتری به آن ها اضافه شده که منجر به بالارفتن کیفیت شستشو می‌شود از جمله عملکرد هایی که امروزه از آن استفاده می‌شود سیستم اکتیو اکسیژن می باشد که در لباسشویی های برند بوش دیده می‌شود که باعث از بین رفتن بهتر میکروب و باکتری ها خواهد شد.
بیش تر ماشین‌های لباسشویی خودکار هستند و با یک فرایند الکترونیکی کنترل می‌شوند. با استفاده از دکمه اتوماتیک برنامه‌ای برای ماشین تنظیم می‌شود تا بر همان مبنا لباس‌ها را با استفاده از آب گرم یا آب خنک یا ولرم تمیز کند. کارهای اصلی ماشین‌های لباسشویی عبارتند از ترکیب آب سرد و گرم تا سطح دلخواه، تنظیم مدت زمان شست و شو، آب‌کشی لباس‌ها و خشک کردن محدود آب لباس‌ها از طریق چرخاندن سریع آن‌ها که برخی از ماشین‌های لباسشویی لباس‌های شسته شده را تا ۱۰۰٪ خشک می‌کنند.

## انواع
لازم به ذکر است که برندهای متفاوتی این دستگاه کار راه انداز را تولید می‌کنند و یکی از مطرح ترین برندهای تولید کننده برند محبوب بوش می‌باشد.
رایج‌ترین گونه‌های ماشین لباس‌شویی خانگی عبارتند از ۱- ماشین‌های لباس‌شویی سطلی که تنها دارای یک مخزن برای شستشوی لباس‌ها هستند ۲- ماشین‌های لباس‌شویی دوقلو (نیمه‌اتوماتیک دومخزنه) که دارای دو مخزن، یکی برای شستشو و دیگری برای آب‌گیری و خشک‌کردن، هستند. ۳- ماشین‌لباس‌شویی تمام اتوماتیک که درب مخزن آن‌ها ممکن است در جلو یا بالای ماشین باشد و پس از قرار دادن لباس و تعیین برنامه، کلیهٔ مراحل آب‌گیری، شستشو، آب‌کشی و خشک‌کردن به صورت خودکار مطابق برنامه انجام می‌شود.
4-ماشین لباسشویی های صنعتی که برای مصارف سنگنین تر استفاده میشوند و قیمت ، وزن و حجم بیشتری داشته و همچنین میتوان به صورت فول شارژ از آن استفاد کرد. این دستگاه ها هم انواع مختلفی دارند (نیمه استیل- تمام استیل- نیمه اتومات- تمام اتومات و ...) که بیشتر در هتل ها و بیمارستان ها و کارخانجات و خشکشویی ها کاربرد دارند.

## ساختار داخلی

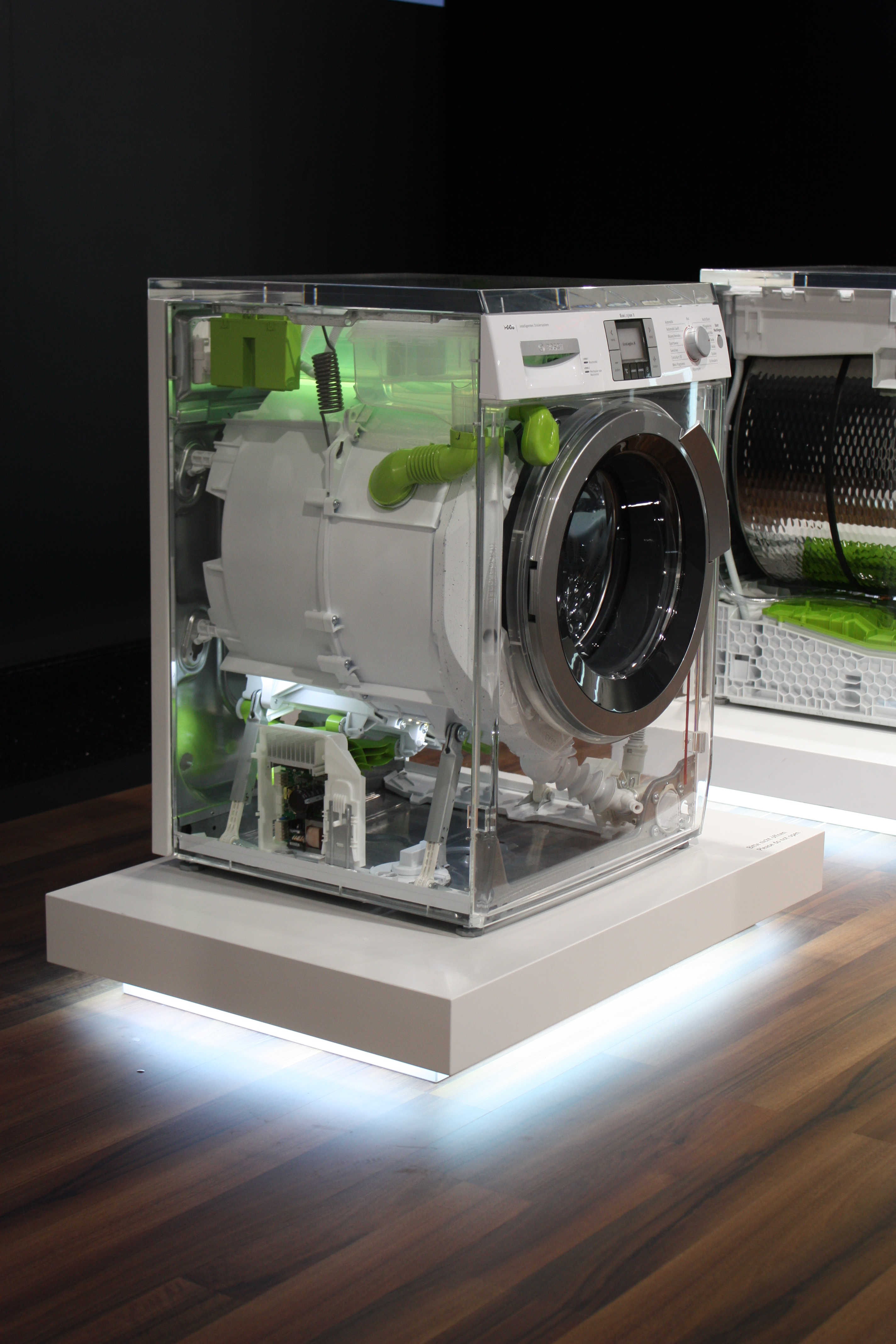
اجزای درونی یک ماشین لباس‌شویی

موتور ماشین‌های سطلی ممکن است از نوع قطب‌چاکدار یا خازنی باشد که از موتور قطب‌چاکدار تنها در حالتی استفاده می‌شود که موتور به صورت مستقیم (بدون تسمه) به دیگ وصل است و جهت چرخش آن قابل تغییر نیست (چپ‌گرد و راست‌گرد ندارد).
برخی از ماشین‌های لباس‌شویی سطلی دارای المنتی برای گرم‌کردن آب نیز هستند، اما ماشین‌های لباس‌شویی دوقلو به علت اینکه معمولاً دارای دیگ پلاستیکی‌اند در آن‌ها از المنت گرم‌کن استفاده نمی‌شود. عمل خشک‌کردن در ماشین‌های دوقلو معمولاً به وسیلهٔ نیروی گریز از مرکز انجام می‌شود و دارای یک موتور جدا برای مخزن خشک‌کن هستند. موتورهای ماشین دوقلو هر دو از نوع موتورهای القایی آسنکرون تکفاز هستند و در برخی از آن‌ها یک موتور القایی قطب‌چاکدار برای پمپ الکتریکی استفاده می‌شود. موتور شستشوی ماشین‌های دوقلو با تسمه به دیگ وصل می‌شود و می‌تواند لباس‌ها را در دو جهت بچرخاند که به تمیزتر شدن آن‌ها کمک می‌کند، اما موتور خشک‌کن به صورت مستقیم به مخزن خشک‌کن اتصال می‌یابد و به همین علت سرعت این قسمت بسیار بالاست و برای جلوگیری از خطرهای احتمالی یک ترمز مکانیکی که با میکروسوییچ فعال می‌شود در آن‌ها تعبیه شده‌است که با بازشدن در مخزن، موتور را خاموش و ترمز مکانیکی را فعال می‌کند.
در ماشین‌های دوقولو با استفاده از دو تایمر برنامهٔ تغییر جهت ماشین را تعیین می‌کنند، به این صورت که اگر تایمر ۱ فعال باشد، ماشین مدت‌زمان چرخش ماشین در هر جهت بیشتر خواهد بود (مثلاً ۳۰ ثانیه چپ، ۴ ثانیه توقف، ۳۰ ثانیه راست، ۴ ثانیه توقف) اما اگر تایمر ۲ فعال باشد مدت زمان چرخش ماشین در هر جهت کمتر می‌شود (مثلاً ۵ ثانیه چپ، ۷ ثانیه توقف، ۵ ثانیه راست، ۷ ثانیه توقف). دور آرام ماشین برای لباس‌های ظریف در نظر گرفته شده‌است.

### موتور
موتور ماشین‌های لباسشویی رایج عموماً آسنکرون، موتور دی‌سی یا اونیورسال است. موتورهای آسنکرون ممکن است دو سرعته و دارای دو سیم‌پیچ اصلی و فرعی باشند و برای راه‌اندازی نیاز به خازن راه‌انداز داشته باشند. در برخی از انواع ممکن است از موتورهای دی‌سی بدون زغال (روتور با آهن‌ربای دائمی) استفاده شود. در صورت استفاده از موتورهای اونیورسال امکان کنترل سرعت با استفاده از کنترل ولتاژ وجود خواهد داشت. به علت وجود همین مزیت (امکان کنترل دور آسان با کمک بردهای الکترونیکی)، در ماشین‌های لباس‌شویی اتوماتیک جدید از موتورهای یونیورسال بیشتر از موتورهای القایی استفاده می‌شود. این موتورها دارای سرعت‌های بالا در حدود ۴۰۰۰ تا ۱۶۰۰۰ دور در دقیقه هستند. مهم‌ترین عیب موتورهای اونیورسال از ناحیهٔ زغال آنهاست که به علت کوتاه‌شدن یا جمع‌شدن گرد و غبار بین زغال و کلکتور گیر مکانیکی رخ می‌دهد یا جرقه ایجاد می‌شود.
برای اندازه‌گیری سرعت، در انتهای آرمیچر موتورهای یونیورسال و گاهی در انتهای شفت موتورهای القایی یک تاکوژنراتور استفاده می‌شود. تاکوژنراتور به یک برد الکترونیکی متصل است که وظیفهٔ کنترل دور موتور را بر عهده دارد.
برای محافظت موتور در برابر اضافه‌بار از یک رلهٔ اورلود استفاده می‌کنند. برای در نظر گرفتن گرمای استاتور رله را به صورت سری روی سیم‌پیچ استاتور نصب می‌کنند.
در بعضی از موتورهای لباسشویی‌های ال جی از موتور بدون تسمه استفاده شده‌است که در فروشگاه راسته بازارها به آنها موتور گیربکسی نیز گفته می‌شود و در اصل اینورتر دایرکت درایو نامیده می‌شوند. این نوع از موتورها خیلی بهتر از موتورهای یونیورسال است و در ساختارشان بر خلاف موتورهای قدیمی از زغال جاروسک و جارونگه دار استفاده نشده‌است و صدای خیلی کمی دارد. نسل جدید این موتورها به عنوان موتورهای بدون زغال یا BLDC امروزه توسط برخی از برندهای معروف دنیا به کار می‌رود از جمله شرکت شارپ که در بسیاری از لوازم خانگی خود از جمله ماشین لباسشویی از موتورهای (BLDC (Brushless DC Motor یا موتورهای بدون جاروبک (زغال) استفاده می‌کند. در این موتور به دلیل حذف زغال عمر موتور را تا ده سال گارانتی و از جهتی کیفیت شستشو در سطح بالایی حفظ می‌شود و صدای موتور هم به میزان بسیار زیادی کاهش می‌یابد. موتورهای BLDC به دلیل حذف جاروبک یا زغال موتور مانع از جرقه زدن موتور می‌گردند. وجود این زغال در موتورهای DC معمولی سبب مستهلک شدن و کاهش عمر موتور می‌گردد. ماشین لباسشویی شارپ با استفاده از موتور BLDC (اینورتر پیشرفته) کیفیت شستشو را تا حد بسیار زیادی بالا برده و از طرفی از انرژی کمی هم استفاده می‌کند.

#### موتور پمپ
در ماشین‌هایی که دارای پمپ تخلیهٔ آب هستند، الکتروموتور پمپ می‌تواند از نوع موتور قطب چاکدار یا القایی با روتورِ آهن‌ربای دائم باشد.
جهت چرخش پمپ‌های قطب‌چاکدار ثابت است و به مکان و نحوهٔ قرارگرفتن حلقه‌های اتصال‌کوتاهشان بستگی دارد. باید توجه داشت که به علت وجود میدان نامتعادل مغناطیسی، این نوع موتورها گرمای بیشتری تولید می‌کنند و ممکن است نیاز به استفاده از یک رلهٔ اضافه‌بار برای حفاظت استاتور وجود داشته باشد.
موتور پمپ‌های القایی با روتور آهن‌ربای دائم می‌توانند در دو جهت گردش کنند. از این خاصیت برای زمان‌هایی که موتور بر اثر وجود مانع گیر کند می‌توان استفاده کرد.

### هیدروستات
هیدروستات ها سطح آب داخل ماشین را واپایی می‌کند و قابل تنظیم هستند. برخی از هیدروستات‌ ها بر پایهٔ فشار هوای داخل دیگ سطح آب را کنترل می‌کنند. هیدروستات‌ ها از ۲ نوع الکترونیکی و مکانیکی ساخته می‌شوند که در هر ۲ مدل تنظیم سطح آب از طریق شلنگ هوایی که از دیگ اصلی به هیدروستات متصل می‌شود که البته ابتدا یک کپسول هوا در مسیر وجود دارد که شلنگ به کپسول هوا متصل است و با پر شدن مخزن فشار هوا وارد کپسول شده و با تحریک هیدروستات و فرمان هیدروستات به برد برق شیر برقی قطع می‌شود و بدینوسیله سطح آب دستگاه کنترل می‌شود. در هیدروستات‌ های جدیدتر که همان الکترونیکی محسوب می‌شوند امکان تنظیم سطح آب نیز وجود دارد که با چرخش پیچ به سمت عقربه های ساعت سطح آب‌گیری بیشتر می‌شود.

### خشک‌کن
در ماشین‌های تمام‌اتوماتیک در پایان مرحلهٔ آب‌کشی، از تهویهٔ هوا یا یک سامانهٔ کندانسوردار برای خشک‌کردن لباس‌ها استفاده می‌شود. در پایان آبگیری آبکش به صورت چپ و راست حرکت می‌کند و هوای گرم از بین آن‌ها گذرانده می‌شود. تهویهٔ هوا با استفاده از فن و هیتر انجام می‌شود و برای بیرون‌راندن هوای مرطوب نیاز به یک لولهٔ تخلیهٔ هوای جداگانه خواهد بود. در مدل‌های کندانسوردار هوای مرطوب در داخل کندانسور سرد و رطوبت آن به مایع تبدیل و گرفته می‌شود. ساختمان یک کندانسور ساده می‌تواند از یک سطح یا دیوارهٔ آب‌پاش تشکیل‌شده باشد.
خشک‌کن خودش ممکن است دارای تایمر ثابت یا اتوماتیک باشید، در خشک‌کن‌های اتوماتیک میزان خشکی لباس‌ها توسط حسگرها اندازه‌گیری می‌شود و در زمان مناسب دستگاه خاموش می‌گردد.
برای چروک‌نشدن لباس‌ها، پیش از پایان مراحل، برای مدتی خشک‌کردن بدون حرارت انجام می‌شود. خشک‌کن‌های اتوماتیک با کنترل خودکار فرایند خشک‌کردن مانع مچاله‌شدن و درهم‌ریختگی لباس‌ها می‌شوند.

## نگهداری

برچسب بهره‌وری یا برچسب انرژی یک ماشین رخت‌شویی

تعمیر و نگهداری هر دستگاهی شرایط خاص خود را دارد، بخصوص دستگاه‌هایی که دارای قسمت‌های مکانیکی بیشتر و همچنین قسمت‌هایی که با آب و رطوبت در تماس هستن.
اولین نکته که حتماً باید دقت کرد جلوگیری از ورود هرگونه شی فلزی و اجسام سخت به داخل دیگ می‌باشد که بیشتر از جا ماندن کلید یا سکه داخل جیب اتفاق می‌افتد.
نگهداری ماشین لباسشویی در قسمت الکتریکی که توسط یک محافظ برق انجام می‌گیرد که دستگاه را در مقابل نوسانات برق محافظت می‌کند.
نگهداری قسمت‌های مکانیکی و قسمت‌های در تماس با آب:
شیر برقی:
شلنگ ورودی آب به شیر برقی دستگاه متصل می‌شود که این قطعه دارای یک فیلتر می‌باشد جهت جلوگیری از رسوبات و شن ریزه آب داخل دستگاه بسته به آب منطقه میانگین ۳ الی ۶ ماه یکبار فیلتر ورودی را تمیز کنید.
پمپ تخلیه:
تقریباً هر ۶ ماه یکبار فیلتر پمپ تخلیه را تمیز کنید در صورتی که دستگاه با ایراد عدم تخلیه مواجه شد ابتدا باید فیلتر تخلیه بررسی شود.
محفظه اصلی:
همیشه در پایان کار لاستیک دور درب با یک دستمال نرم باید خشک و تمیز شود و درب دستگاه حتی‌الامکان تا ۲ ساعت باز گذاشته شود جهت خشک شدن داخل دیگ که با اینکار از بو گرفتن محفظه جلوگیری می‌شود.
در فاصله هر ۵ ماه یکبار ترکیب ۱ قاشق غذاخوری جوش شیرین و ۱ پیمانه سرکه سفید را با هم مخلوط و داخل دیگ دستگاه ریخته و یکی از برنامه‌هایی را که دمای آب ۶۰ درجه دارد، انتخاب کنید تا دستگاه یک دور کامل خالی کار کند.

## فناوری چرخش دوگانه
در برخی ماشین‌های رخت‌شویی پروانه‌های جداگانه‌ای نصب شده که باعث ایجاد جریان تند آب در جهات گوناگون می‌شوند و این تأثیر شستشو را دو برابر می‌کند. به این نوع کارکرد، فناوری چرخش دوگانه گفته می‌شود. در این فناوری چرخش پروانه‌های درونی و بیرونی با سرعت‌های گوناگون باعث ایجاد جریانی گرداب‌مانند می‌شود که این جریان نیرومند تمیزی جامه‌ها را افزایش می‌دهد.

## ماشین لباسشویی هوشمند
ماشین لباسشویی‌های هوشمند قابلیت شستشوی هوشمند و کنترل از راه دور را از طریق وای فای را دارند. با این امکان جدید به راحتی می‌توان از خارج از منزل و با تلفن همراه، دستور آغاز شستشو را داد و بر تمام مراحل شستشو نظارت کرد.
یکی دیگر از ویژگی‌های جالب در ماشین لباسشویی‌های هوشمند، برنامه شستشوی هوشمند یا Auto Optimal Wash است. با فعال شدن برنامه «بهترین شستشوی اتوماتیک»، ابتدا چهار حسگر، اطلاعات مربوط به البسه موجود در ماشین، شامل اندازه، میزان چرک و آلودگی، مقدار آب و مواد پاک‌کننده لازم را ارزیابی می‌کند. سپس بر اساس اطلاعات جمع‌آوری شده، مناسب‌ترین برنامه شستشو شامل دما، میزان آب، زمان، تعداد آبکشی و سرعت گردش به‌طور خودکار تعیین می‌شود. همچنین مخزن شوینده Auto Dispenser، به‌طور خودکار و به مقدار لازم، مواد پاک‌کننده و نرم‌کننده را در فرایند شستشو وارد می‌سازد و دیگر نیازی به پر کردن مخزن مواد شوینده برای هر بار شستشو نیست.
صفحه تمام لمسی و رنگی و برنامه‌های کاربردی مختلفی که روی آن نصب شده از جذابیت‌های ماشین لباسشوی هوشمند است. ضمن این که فناوری Eco bubble به حل مواد پاک‌کننده و ایجاد کف غلیظی که با سرعت بیشتر در پارچه نفوذ کند، کمک کرده و به خاطر نیاز کم‌تر به آب گرم، انرژی کمتری را در هر شستشو مصرف می‌کند.

## تعمیر ماشین لباسشویی

##### مشکلاتی که ممکن است برای ماشین لباسشویی پیش آید
- به محض حرکت دادن ولوم به‌طرف بیرون، لامپ خبر روشن‌شده اما ماشین آبگیری نمی‌کند
- لباسشویی عمل آبگیری را به اتمام رسانده، اما عملیات بعدی انجام نمی‌شود
- درحالی‌که ماشین خاموش است، با بازشدن شیر آب، ماشین شروع به آبگیری می‌کند
- لباسشویی مرتباً در حال آبگیری است و عمل آبگیری قطع نمی‌شود
- علت نشت آب از ماشین لباسشویی در حین کار
- Heater لباسشویی آب را گرم نمی‌کند
- لباسشویی آبگیری کرده اما موتور شستشو کار نمی‌کند
- لباسشویی عمل شستشو را انجام می‌دهد اما آب کثیف تخلیه نمی‌شود
- دور تند ماشین عمل نمی‌کند و درنتیجه آب لباس‌ها گرفته نمی‌شود
- علت حرکت زیاد ماشین لباسشویی به هنگام شستشوی لباس
- علت صدای زیاد ماشین لباسشویی به هنگام کار
- علت حل نشدن پودر در ماشین لباسشویی